# Пуджут
Пуджу́т (індонез. Pujut) — один з 12 районів округу Центральний Ломбок провінції Західна Південно-Східна Нуса у складі Індонезії. Розташований у центральній частині. Адміністративний центр — селище Сенгкол.
Населення — 98534 особи (2012; 97857 в 2011, 96913 в 2010, 96302 в 2009, 94995 в 2008).

## Адміністративний поділ
До складу району входять 16 сіл:
| Населений пункт     | Населення, осіб (2010) | Населення, осіб (2012) |
| ------------------- | ---------------------- | ---------------------- |
| Бангкет-Парак, село | -                      | 4244                   |
| Гапура, село        | 2581                   | 2624                   |
| Каво, село          | 8939                   | 9088                   |
| Кетара, село        | 4049                   | 4116                   |
| Кута, село          | 7755                   | 7886                   |
| Мертак, село        | 7428                   | 7553                   |
| Пенгембур, село     | 8811                   | 8957                   |
| Пенгенгат, село     | 5489                   | 5581                   |
| Прабу, село         | 3751                   | 3814                   |
| Рембітан, село      | 7300                   | 7422                   |
| Сегале-Аняр, село   | 2882                   | 2931                   |
| Сенгкол, селище     | 10328                  | 10500                  |
| Сукадана, село      | 4929                   | 5012                   |
| Танак-Аву, село     | 8660                   | 8804                   |
| Теруваї, село       | 8938                   | 4845                   |
| Тумпак, село        | 5073                   | 5157                   |